# 仰光—毛淡棉鐵路
仰光—毛淡棉鐵路是緬甸的一條米軌鐵路線。該線路從仰光到毛淡棉。此線路由緬甸鐵路公司運營。

## 歷史
仰光—勃固的路段於1884年2月27日開通，勃固—八都馬的路段於1907年10月12日開通。開通時，跨越西湯河的路段是經過Nyaung Khar Shey的舊線。 1962年，穿越西湯河的新線在更北的地方開通。
大約80年來，由於薩爾溫江的影響，德林達依線仍與緬甸其他鐵路線隔離。八都馬-毛淡棉的路段在2006年之前一直有渡輪運營。2006年4月17日，跨越薩爾溫江的薩爾溫大橋開通，隔離問題得到解決。
| 路段                                  | 全長（km） | 開業           |
| ------------------------------------- | ---------- | -------------- |
| 仰光—勃固                             | 74.8       | 1884年2月27日  |
| 勃固—八都馬（跨越西湯河的路段是舊線） | 203.3      | 1907年10月12日 |
| Ah Byar — Moke Pa Lin （新線）        |            | 1962年         |
| 八都馬-毛淡棉                         | 8.6        | 2006年4月17日  |

## 主要車站
- 仰光中央車站
- 毛淡棉車站